# Ruder-Weltmeisterschaften 1978
Die Ruder-Weltmeisterschaften 1978 wurden in zwei Ruderregatten aufgeteilt und unter dem Regelwerk des Weltruderverbandes (FISA) ausgetragen. In 18 Bootsklassen wurden dabei Ruder-Weltmeister ermittelt. 
Die Titelwettkämpfe in 14 Bootsklassen der offenen Gewichtsklasse (keine Gewichtsbeschränkung für die Ruderer) fanden auf dem Lake Karapiro bei Hamilton, Neuseeland statt. Die Regatta wurde vom 30. Oktober bis zum 5. November 1978 ausgetragen. In vier Leichtgewichts-Bootsklassen hatten bereits am 6. August 1978 die Finals auf dem Bagsværd-See nahe Kopenhagen, Dänemark stattgefunden. Eine derartige Aufteilung der Ruder-Weltmeisterschaften in zwei Ruderregatten hat es nur im Jahr 1978 gegeben.

## Ergebnisse
Hier sind die Medaillengewinner aus den A-Finals aufgelistet. Diese waren mit sechs Booten besetzt, die sich über Vor- und Hoffnungsläufe sowie Halbfinals für das Finale qualifizieren mussten. Die Streckenlänge betrug in allen Läufen der Männer 2000 Meter, in allen Läufen der Frauen 1000 Meter.

### Männer
| Bootsklasse                                  | Gold | Gold    | Silber | Silber  | Bronze | Bronze  |
| -------------------------------------------- | --- | ------- | --- | ------- | --- | ------- |
| Einer (M1x)                                  | BR Deutschland Peter-Michael Kolbe | 7:06,01 | Deutsche Demokratische Republik Rüdiger Reiche | 7:08,35 | Jugoslawien Milorad Stanulov | 7:09,82 |
| Leichtgewichts-Einer (LM1x)                  | Spanien José Antonio Montosa Ortega | 7:19,54 | Dänemark Morten Espersen | 7:23,21 | Vereinigte Staaten William Belden | 7:25,80 |
| Doppelzweier (M2x)                           | Norwegen Frank Hansen Alf John Hansen | 6:51,23 | Vereinigtes Königreich Christopher Baillieu Michael Hart | 6:53,67 | Schweiz Bruno Saile Jürg Weitnauer | 6:58,43 |
| Leichtgewichts-Doppelzweier (LM2x)           | Norwegen Pal Boernick Arne Gilje | 6:47,49 | Niederlande Roel Michels Ed Maan | 6:48,83 | Vereinigte Staaten Stan Depman Fred Duling | 6:50,09 |
| Doppelvierer (M4x)                           | Deutsche Demokratische Republik Joachim Dreifke Karl-Heinz Bußert Martin Winter Frank Dundr                                                                                      | 6:08,94 | Frankreich Christian Marquis Jean-Raymond Peltier Roland Thibaut Roland Weill                                                                                  | 6:11,05 | BR Deutschland Dieter Wiedenmann Albert Hedderich Raimund Hörmann Michael Dürsch                                                              | 6:11,88 |
| Zweier ohne Steuermann (M2-)                 | Deutsche Demokratische Republik Bernd Landvoigt Jörg Landvoigt | 7:00,92 | Vereinigtes Königreich John Roberts Jim Clark | 7:03,68 | Frankreich Dominique Lecointe Jean-Claude Roussel                                                                                             | 7:06,32 |
| Zweier mit Steuermann (M2+)                  | Deutsche Demokratische Republik Jürgen Pfeiffer Gert Uebeler Olaf Beyer (Stm.)                                                                                                   | 7:27,43 | Tschechoslowakei Karel Mejta junior Karel Neffe Jiří Pták (Stm.)                                                                                               | 7:30,49 | Polen Adam Tomasiak Grzegorz Nowak Ryszard Kubiak (Stm.)                                                                                      | 7:33,73 |
| Vierer ohne Steuermann (M4-)                 | Sowjetunion Wladimir Predbradzenski Nikolai Kusnezow Waleri Dolinin Anatoli Nemtyrjow                                                                                            | 6:19,25 | Deutsche Demokratische Republik Siegfried Brietzke Andreas Decker Stefan Semmler Wolfgang Mager                                                                | 6:19,52 | Vereinigtes Königreich Martin Cross David Townsend Ian McNuff John Beattie                                                                    | 6:26,28 |
| Leichtgewichts-Vierer ohne Steuermann (LM4-) | Schweiz Michael Raduner Thomas von Weissenfluh Pierre Zentner Pierre Kovacs | 6:33,90 | Niederlande Peter van Berkel Willem Appeldoorn Richard Helsloot Paul Paulsen                                                                                   | 6:34,24 | Australien Vaughan Bollen Peter Antonie Simon Gillett Geoffrey Rees                                                                           | 6:38,50 |
| Vierer mit Steuermann (M4+)                  | Deutsche Demokratische Republik Ullrich Dießner Gottfried Döhn Walter Dießner Dieter Wendisch Andreas Gregor (Stm.)                                                              | 6:30,25 | BR Deutschland Wolf-Dietrich Oschlies Wolfram Thiem Frank Schütze Gabriel Konertz Helmut Sassenbach (Stm.)                                                     | 6:31,56 | Bulgarien Rumen Christow Zwetan Petkow Nasko Markow Iwan Botew Nenko Dobrew (Stm.)                                                            | 6:37,06 |
| Achter (M8+)                                 | Deutsche Demokratische Republik Matthias Schumann Ulrich Karnatz Gerd Sredzki Andreas Ebert Friedrich-Wilhelm Ulrich Harald Jährling Uwe Dühring Bernd Höing Bernd Kaiser (Stm.) | 5:54,25 | BR Deutschland Volker Sauer Klaus Roloff Fritz Schuster Heribert Karches Werner Hellwig Winfried Ringwald Thomas Scholl Diethelm Maxrath Hartmut Wenzel (Stm.) | 5:55,17 | Neuseeland Mark James Gregory Johnston David Rodger Desmond Lock Ross Lindstrom David Lindstrom Ivan Sutherland Noel Mills Alan Cotter (Stm.) | 5:57,16 |
| Leichtgewichts-Achter (LM8+)                 | Vereinigtes Königreich Stephen Simpole Nigel Read Christopher Drury Robert Downie Clive Roberts Peter Zeun John Melvin Anthony French Colin Moynihan (Stm.)                      | 5:56,32 | Niederlande Henk van der Kwast Hans Lycklama Hans Povel Bert van Baal Rob Uilenbroek Mark Emke Ton Lucassen Dick Swenne J. V. Prooyen (Stm.)                   | 5:58,76 | Australien Dennis Hatcher Malcolm Robertson Phillip Gardiner Bob Cooper Lyall McCarthy Ian Porter Jeff Sykes Colin Smith Adrian Maginn (Stm.) | 5:58,89 |

### Frauen
| Bootsklasse                        | Gold | Gold    | Silber | Silber  | Bronze | Bronze  |
| ---------------------------------- | --- | ------- | --- | ------- | --- | ------- |
| Einer (W1x)                        | Deutsche Demokratische Republik Christine Scheiblich | 4:12,49 | Sowjetunion Anna Kondraschina | 4:14,43 | Ungarn Mariann Ambrus | 4:16,21 |
| Doppelzweier (W2x)                 | Bulgarien Swetla Ozetowa Sdrawka Jordanowa | 4:01,94 | Sowjetunion Ludmila Parfjonowa Eleonora Kaminskaitė | 4:04,19 | Vereinigte Staaten Elizabeth Hills-O’Leary Lisa Hansen Stone                                                                                | 4:04,77 |
| Doppelvierer mit Steuerfrau (W4x+) | Bulgarien Anka Bakowa Dolores Nakowa Rossitsa Spassowa Rumeljana Bontschewa Anka Eftimowa (Stf.)                                                                           | 3:31,16 | BR Deutschland Sabine Reuter Petra Finke Veronika Walterfang Anne Dickmann Kathrien Plückhahn (Stf.)                                                                   | 3:32,58 | Sowjetunion Reet Palm Jelena Chlopzewa Olga Wassiltschenko Nadeschda Kosotschkina Nadeschda Tschernyschowa (Stf.)                           | 3:33,30 |
| Zweier ohne Steuerfrau (W2-)       | Deutsche Demokratische Republik Cornelia Klier Ute Steindorf | 4:02,65 | Kanada Elizabeth Craig Susan Antoft | 4:02,87 | Niederlande Joke Dierdorp Karin Abma | 4:05,38 |
| Vierer mit Steuerfrau (W4+)        | Deutsche Demokratische Republik Kersten Neisser Angelika Noack Ute Skorupski Marita Sandig Kirsten Wenzel (Stf.)                                                           | 3:48,47 | Vereinigte Staaten Carol Brown Anita DeFrantz Cozema Crawford Nancy Storrs Hollis Hatton (Stf.)                                                                        | 3:52,42 | Rumänien Elena Oprea Florica Dospinescu Florica Silaghi Georgeta Militaru-Mașca Aneta Matei (Stf.)                                          | 3:53,92 |
| Achter (W8+)                       | Sowjetunion Walentina Jermakowa Marija Pasjun Nina Preobraschenska Tatjana Bunjak Nadeschda Dergatschenko Nina Umanez Olena Teroschyna Olha Pywowarowa Nina Frolowa (Stf.) | 3:22,00 | Deutsche Demokratische Republik Silvia Fröhlich Renate Neu Dagmar Bauer Gabriele Kühn Petra Köhler Henrietta Dobler Birgit Schütz Christiane Köpke Marina Wilke (Stf.) | 3:26,12 | Kanada Joy Fera Christine Neuland Gail Cort Monica Draeger Elizabeth Jacklin Kimberley Gordon Dolores Young Tricia Smith Trudy Flynn (Stf.) | 3:28,34 |

## Medaillenspiegel
| Platz | Land                   | Gold | Silber | Bronze | Gesamt | 1 | Deutsche Demokratische Republik | 8 | 3 |  | 11 |
| 2     | Sowjetunion            | 2    | 2      | 1      | 5      |   |                                 |   |   |  |    |
| 3     | Bulgarien              | 2    |        | 1      | 3      |   |                                 |   |   |  |    |
| 4     | Norwegen               | 2    |        |        | 2      |   |                                 |   |   |  |    |
| 5     | BR Deutschland         | 1    | 3      | 1      | 5      |   |                                 |   |   |  |    |
| 6     | Vereinigtes Königreich | 1    | 2      | 1      | 4      |   |                                 |   |   |  |    |
| 7     | Schweiz                | 1    |        | 1      | 2      |   |                                 |   |   |  |    |
| 8     | Spanien                | 1    |        |        | 1      |   |                                 |   |   |  |    |
| 9     | Niederlande            |      | 3      | 1      | 4      |   |                                 |   |   |  |    |
| 10    | Vereinigte Staaten     |      | 1      | 3      | 4      |   |                                 |   |   |  |    |
| 11    | Kanada                 |      | 1      | 1      | 2      |   |                                 |   |   |  |    |
| 11    | Frankreich             |      | 1      | 1      | 2      |   |                                 |   |   |  |    |
| 13    | Dänemark               |      | 1      |        | 1      |   |                                 |   |   |  |    |
| 13    | Tschechoslowakei       |      | 1      |        | 1      |   |                                 |   |   |  |    |
| 15    | Australien             |      |        | 2      | 2      |   |                                 |   |   |  |    |
| 16    | Ungarn                 |      |        | 1      | 1      |   |                                 |   |   |  |    |
| 16    | Neuseeland             |      |        | 1      | 1      |   |                                 |   |   |  |    |
| 16    | Polen                  |      |        | 1      | 1      |   |                                 |   |   |  |    |
| 16    | Rumänien               |      |        | 1      | 1      |   |                                 |   |   |  |    |
| 16    | Jugoslawien            |      |        | 1      | 1      |   |                                 |   |   |  |    |
| Summe | Summe                  | 18   | 18     | 18     | 54     |   |                                 |   |   |  |    |